# Complejo de San Firenze
El Complejo de San Firenze (en italiano: Complesso di San Firenze), situado en la plaza homónima, es uno de los pocos ejemplos de la arquitectura barroca en el centro de Florencia (Italia), y el más importante de la etapa tardía de este estilo. Ha estado ocupado durante mucho tiempo por el Tribunal de Florencia y las oficinas judiciales, excepto la iglesia de San Felipe Neri, que siempre ha funcionado como tal. Tras su traslado al nuevo Palacio de Justicia de Novoli, el complejo, propiedad del Ayuntamiento, volvió a estar disponible y algunos de sus espacios se han usado para la celebración de eventos ocasionales, en espera de una restauración global. Desde julio de 2017 alberga el Centro Internacional de Artes Escénicas Franco Zeffirelli, que recoge todo el patrimonio artístico y cultural del maestro.

## Historia

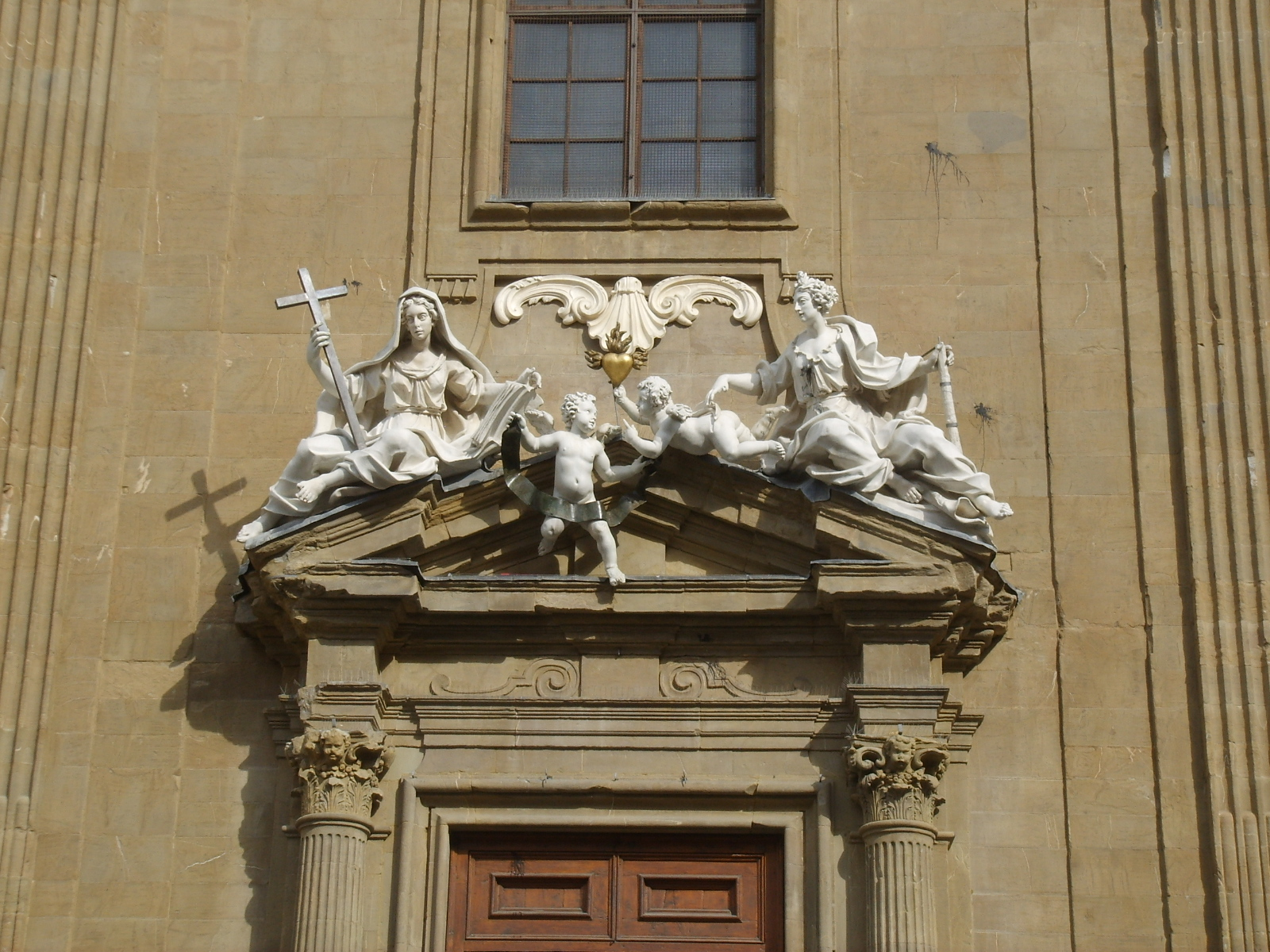
Grupo escultórico a la izquierda de la fachada.

En 1640, los padres filipenses, que se habían trasladado de Roma a Florencia, recibieron como regalo del papa Urbano VIII la zona que se extiende desde la Piazza San Firenze hasta la actual Via Filippina (que posteriormente recibiría este nombre en su honor) entre el Borgo dei Greci y la Via dell'Anguillara. Esta zona comprendía, además de casas-torres y palacetes, la iglesia de San Firenze (nombre que deriva de san Florencio, mártir), mencionada ya en 1174. Los filipenses querían construir un amplio complejo —que incluyera convento, iglesia y oratorio— dedicado al florentino san Felipe Neri, fundador de la orden y canonizado en 1622, que fue uno de los protagonistas de la Contrarreforma.
En 1645 los padres confiaron el encargo a Pietro da Cortona, uno de los mayores exponentes del suntuoso periodo del barroco romano, pero pronto se dieron cuenta de que el proyecto presentado por el gran artista era demasiado ambicioso para sus posibilidades económicas, pese a que habían recibido un generoso legado de Giuliano Serragli, que falleció en 1648. Así, el encargo, tras varios intentos de corrección y redimensionamiento, pasó en 1667 a Pier Francesco Silvani, que diseñó la iglesia y dirigió su construcción.
Tras la muerte de Silvani en 1685, Ferdinando Ruggieri realizó la fachada en pietraforte inspirándose en la iglesia de San Gaetano situada en la Piazza Antinori. La iglesia original fue dedicada en un primer momento a oratorio, que según la costumbre de la orden debía estar separado de la iglesia. Este edificio, situado a lo largo del Borgo dei Greci, fue sin embargo demolido en 1772 para construir en su lugar un nuevo oratorio bajo la dirección de Zanobi Del Rosso, que sería completado en 1775 y unido al resto del complejo con una porción de fachada que replicaba, de manera simétrica, la de Ruggieri. Mientras tanto, Giovanni Filippo Ciocchi, con la colaboración del propio Del Rosso, había construido entre 1745 y 1749 el convento que, extendiéndose por toda la manzana, unía la iglesia y el oratorio.
Hasta 2012 el complejo albergó el Tribunal de Florencia, que entonces se trasladó al nuevo Palacio de Justicia de Novoli. Actualmente el inmueble, propiedad del Ayuntamiento, es la sede del Museo Zeffirelli.

## Descripción

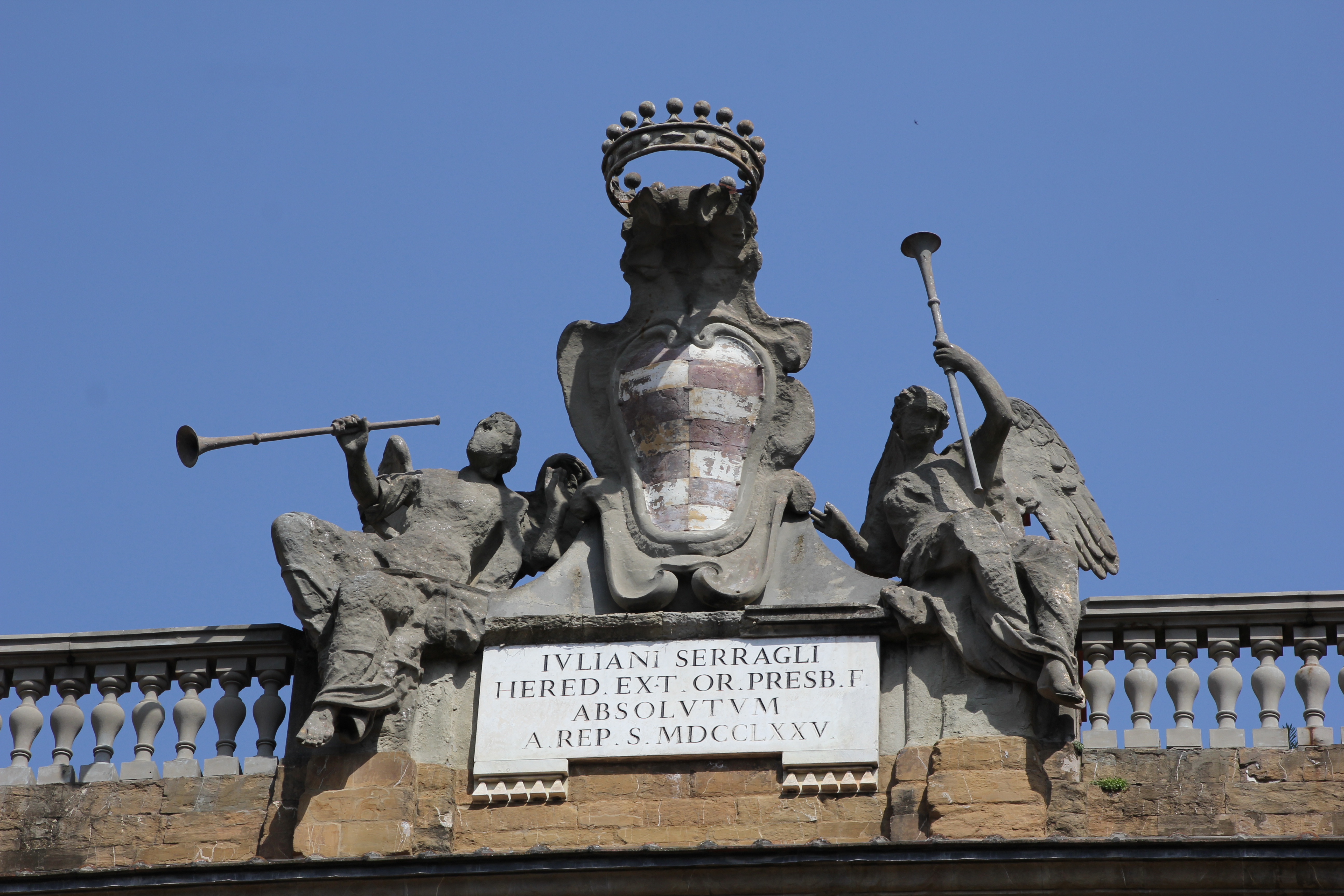
El escudo de los Serragli.

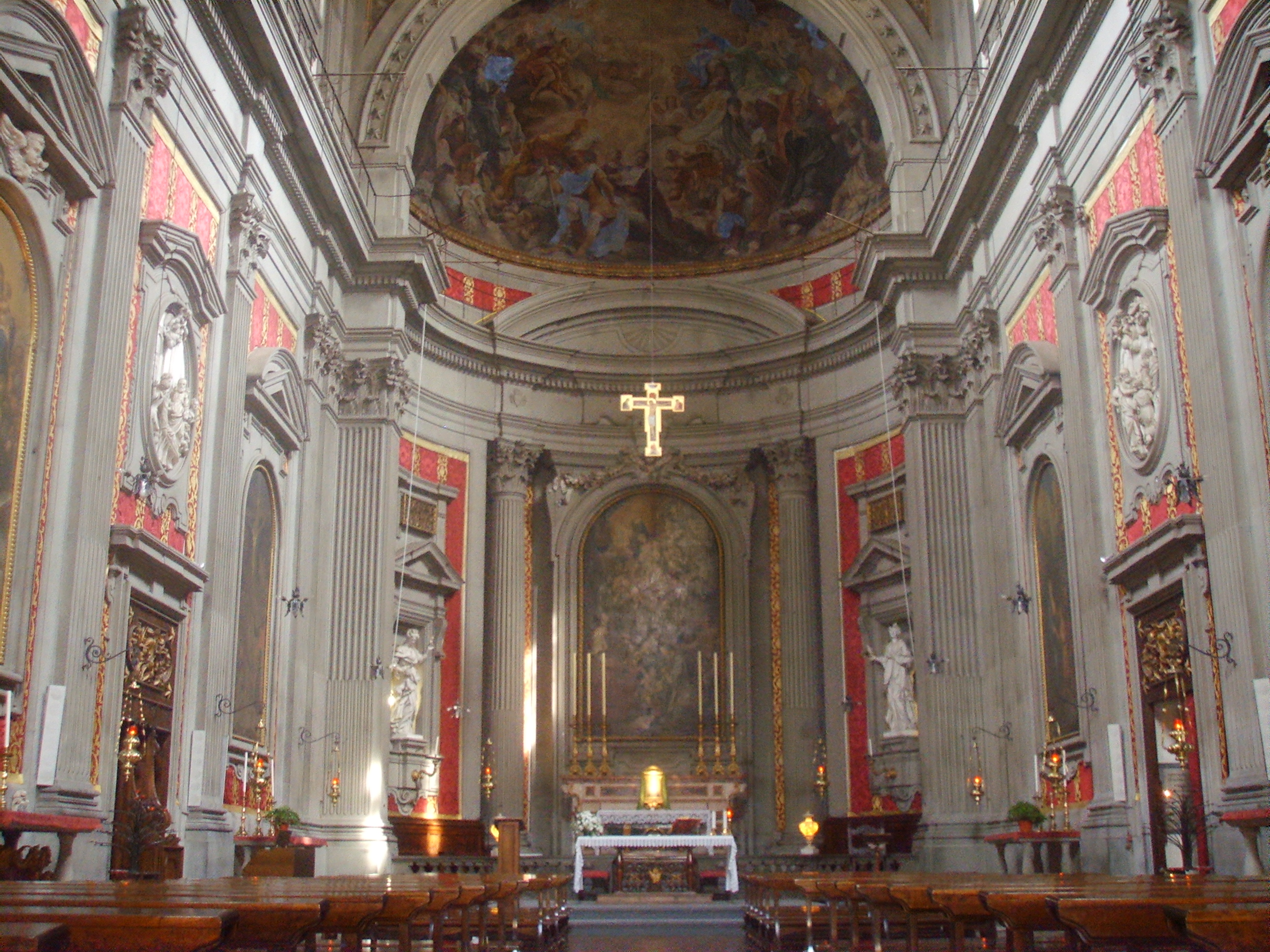
Interior de la iglesia.

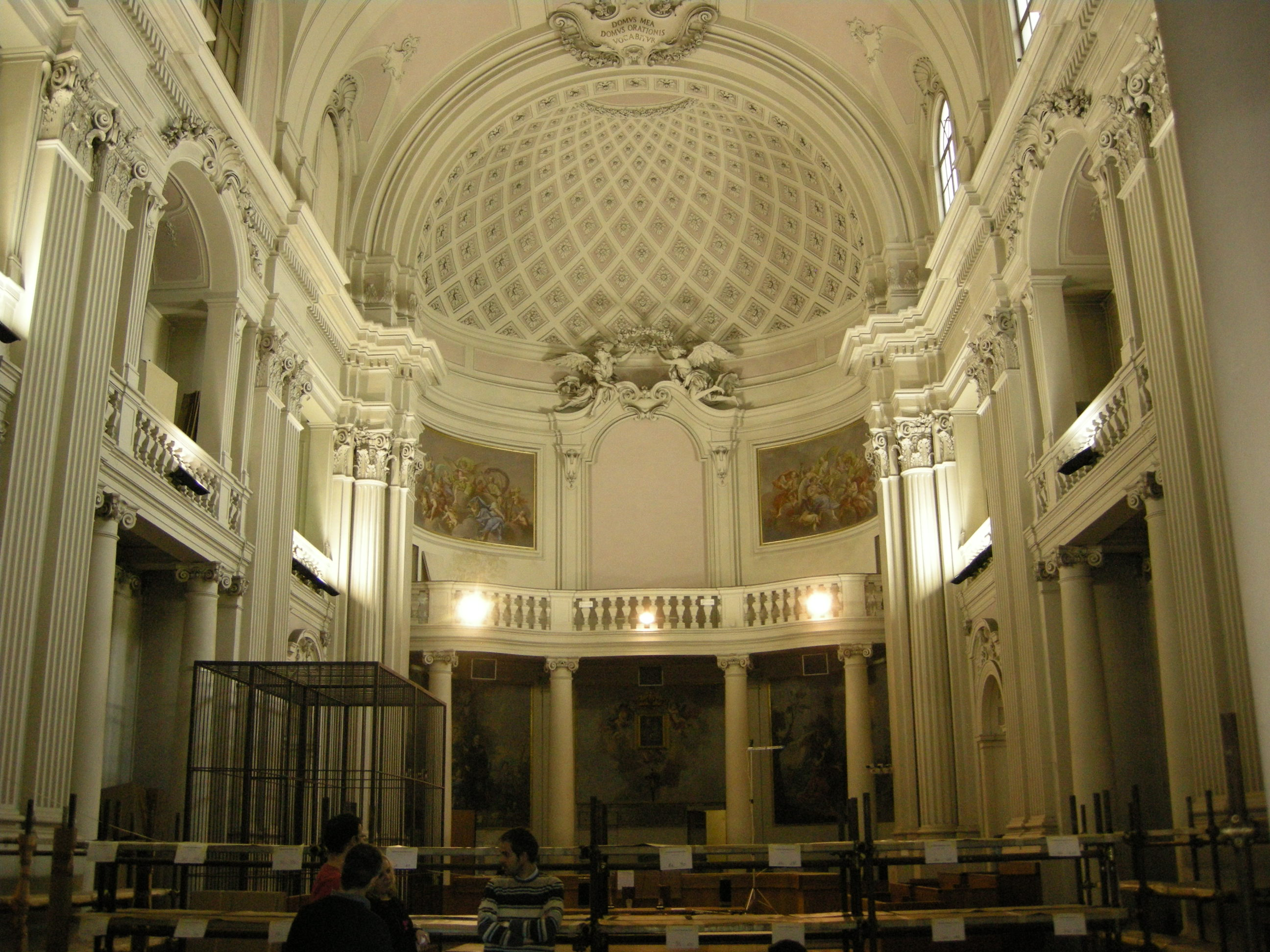
El oratorio.

La fachada del complejo está dominada por el escudo del benefactor de los filipenses florentinos, Giuliano Serragli: en realidad, se trata de una copia, dado que el original, por motivos de seguridad y conservación, se encuentra en una logia del complejo de las Oblate. Obra de Pompilio Ticciati, muestra el escudo familiar flanqueado por dos ángeles con trompetas (que aluden a la resurrección de los cuerpos pero también a la Fama), que popularmente eran llamadas las «trompetas de la Befana».
En el portal de la iglesia de San Felipe Neri se encuentran las estatuas de la Fe y de la Esperanza, obras de Gioacchino Fortini (1715). En el del oratorio, por su parte, se encuentran la Oración y la Humildad, respectivamente de Pompilio Ticciati y Giovanni Nobili (ca. 1775).

### Interior
La iglesia muestra un interior decorado y amueblado, tras la muerte de Silvani, bajo la dirección de Gioacchino Fortini (1715): son suyas las construcciones barrocas del ábside y los altares, además de las estatuas del presbiterio que representan la Caridad y la Pureza y los dos primeros bajorrelieves con episodios de la vida de san Felipe. Los mármoles, las esculturas, los relieves, los frescos y los lienzos (obra, entre otros, de Giuseppe Pinzani, Alessandro Gherardini, Antonio Puglieschi, Matteo Bonechi y Anton Domenico Gabbiani) responden a un diseño unitario, que parece que pretendía hacer de la iglesia una especie de galería del arte florentino de los siglos xvii y xviii.
El altar mayor es de Zanobi del Rosso, mientras que los dos altares laterales son de Antonio Montauti. En el centro del techo a casetones está el lienzo de Giovanni Camillo Sagrestani que representa la Gloria de san Felipe Neri (1715). En la semicúpula del ábside está el gran fresco de Niccolò Lapi que muestra la Santísima Trinidad con apóstoles y santos florentinos. En la capilla del Sacramento (de Zanobi del Rosso, que data de 1776) se encuentra la tumba de Pietro Bini, el sacerdote florentino que instituyó la congregación florentina de los filipenses. En el altar hay una Virgen de Carlo Maratta y una tabla atribuida a Giovanni Stradano; y en la cúpola, frescos de Luigi Sabatelli e hijos.
El oratorio, a la derecha del complejo, utilizado antiguamente como sala de audiencias del Tribunal, tiene en su techo un fresco con la Asunción de la Virgen de Giuliano Traballesi, que data de 1775. Su interior está rodeado por palcos en las exedras y a lo largo de las paredes laterales, sostenidos por elegantes columnas de orden jónico. Se trata de coros que recuerdan la función principal de la estancia, donde los padres filipenses se dedicaban sobre todo al canto de laudas. El oratorio era por tanto una especie de «auditorio» de música sacra que, según los preceptos de san Felipe Neri, constituía una de las ocupaciones principales de los padres, que por esto también fueron llamados «oratorianos».

### Placas
En el Borgo dei Greci una placa recuerda la donación por parte de las familias Mancini y Magalotti de algunos terrenos para construir el oratorio primitivo:

MAGALOTTI, ET MANCINI ECCLESIAE S.FLORENTII GEMINAS TVRRES DONARVNT, VT, QVAE,STANTES,ANTIQVITATEM, DIRVTAE,PIETATEM REDOLERENT ANNO DOMINI M.DCXXXXIII
Los Magalotti y los Mancini donaron las torres gemelas de la iglesia de San Fiorenzo para que reconstruidas dieran testimonio de la devoción al igual que en ruinas daban testimonio de su antigüedad. Año del Señor de 1643.

Poco más adelante, frente al n.º 45, se encuentra una placa de los Ocho Señores (Signori Otto), actualmente ilegible, pero conocida por transcripciones:

LI SS. OTTO PĪBISC CHE.IN TORNO ALLA.CHIESA.DI.S FIR ABRACA 200 NON CI POSSA GIOCARE A PALLA PILLOTTAE PALLON GROSSO: ET,CHE INTRNO A ESSA CHIESA, NON SI FACCIA SPORCIZIE, NE IMMONDIZIE,DI ALCVNA SORTE,ALLA PENA DI TRATTI DVADI FVNE ET CATTVRA P CIASCHEDÑO E CIASCHEDĀ VOLTA,COME P PARTITO DI LORO SS SOTTO DI 9 9BRE 1622
Los Ocho Señores prohíben que se juegue a pelota, pelota vasca o calcio florentino a menos de doscientas brazas de la iglesia de San Firenze, y que en torno a esta iglesia se haga suciedad o basura de ningún tipo, bajo pena de dos garruchas y de su captura para cada uno y cada vez, según la decisión de sus señores, 9 de noviembre de 1622.

Una placa similar, en protección del decoro y la tranquilidad de los religiosos, se encuentra en la Via Filippina, actualmente ilegible, pero transcrita por Francesco Bigazzi:

I SIG. OTTO PROIBISCONO CHE NON SIFACCIA BRUTTURE DI SORTA ALCUNA APPRESSOA BRACCIA 20 SOTTOPENA DI SCUDI 10 E10 TRATTI DI CORDA
Los Ocho Señores prohíben que se haga suciedad de ninguna clase a menos de veinte brazas, bajo pena de diez escudos y diez garruchas.

En la Via dell'Anguillara había también una inscripción en el pozo de limosnas que todavía existe, pero está completamente desgastada:

LIMOSINE PER IL LAVORIO DEI POVERI DELLA CONGREGAZIONE DI S. GIO . BATTISTA
Limosnas para el trabajo de los pobres de la congregación de san Juan Bautista.